# نیولو
نیولو، روستایی است از توابع بخش مرکزی شهرستان ارومیه استان آذربایجان غربی ایران. نیولو به بهشت کوچک ایران معروف است، دارای جاذبه‌های توریستی طبیعی است و سالانه تعداد زیادی گردشگران ایرانی و خارجی از کشورهای ترکیه و روسیه و ارمنستان و … از آن بازدید می‌کنند. از جاذبه‌های توریستی آن می‌توان به باغ دالی، شیطان آباد قاباغی و قوروخ اشاره کرد.

## جمعیت
این روستا در دهستان باراندوزچای جنوبی قرار داشته و بر اساس سرشماری سال ۱۳۸۵ جمعیّت آن ۲۱۳ نفر (۶۱ خانوار)
بوده‌است. بر اساس آخرین سرشماری در سال ۱۳۹۷ هجری خورشیدی، جمعیت آن بالغ بر ۳۱۲ نفر است.